# Wynnea americana
A Wynnea americana é uma espécie de fungo da família Sarcoscyphaceae. Essa espécie incomum é facilmente reconhecível por seus ascomas em forma de colher ou de orelha de coelho, que podem atingir até 13 cm de altura. Possui superfícies externas escuras, marrons e verrucosas, enquanto a superfície interna, onde os esporos são produzidos (himênio), varia de laranja a rosada ou marrom-avermelhada. Diferencia-se de outras espécies do gênero pelas pústulas (pequenos relevos) na superfície externa e, microscopicamente, pelos esporos grandes, assimétricos, com sulcos longitudinais e ponta aguda. Os esporos são formados em estruturas chamadas ascos, que possuem anéis espessados em uma extremidade, cobertos por uma estrutura articulada conhecida como opérculo — uma tampa que se abre para liberar os esporos.
No leste da América do Norte, onde geralmente é encontrada crescendo no solo sob árvores de madeira dura, pode ser observada desde Nova York até Michigan, e ao sul até o México. Também foi registrada na Costa Rica, Índia e Japão. Essa espécie não é comestível.

## Taxonomia
A Wynnea americana foi descrita pela primeira vez em 1905 pelo micologista americano Roland Thaxter. Thaxter encontrou vários grupos de ascomas em Burbank, Tennessee, em 1888, e inicialmente pensou que se tratava de Wynnea macrotis, uma das primeiras espécies identificadas do gênero Wynnea. Em 1896, uma nova visita ao mesmo local e a Cranberry, na Carolina do Norte, resultou na coleta de mais espécimes. Desta vez, Thaxter notou que os ascomas não estavam ligados ao húmus, como esperado, mas a "um corpo grande, irregularmente lobado, marrom, firme e semelhante a um tubérculo, enterrado a poucos centímetros de profundidade no húmus". A análise microscópica dessa estrutura e de outros tecidos do ascoma convenceu Thaxter de que o material era suficientemente distinto das espécies conhecidas de Wynnea para justificar a criação de uma nova espécie. Os espécimes de Tennessee e da Carolina do Norte foram usados como sintipos para descrever o táxon; o espécime de Tennessee foi posteriormente designado como lectótipo (o holótipo que define o nome). Em 1946, a micologista francesa Marcelle Louise Fernande Le Gal determinou que o asco de W. americana tinha uma estrutura semelhante à das espécies que ela classificou na série suboperculada.

## Descrição

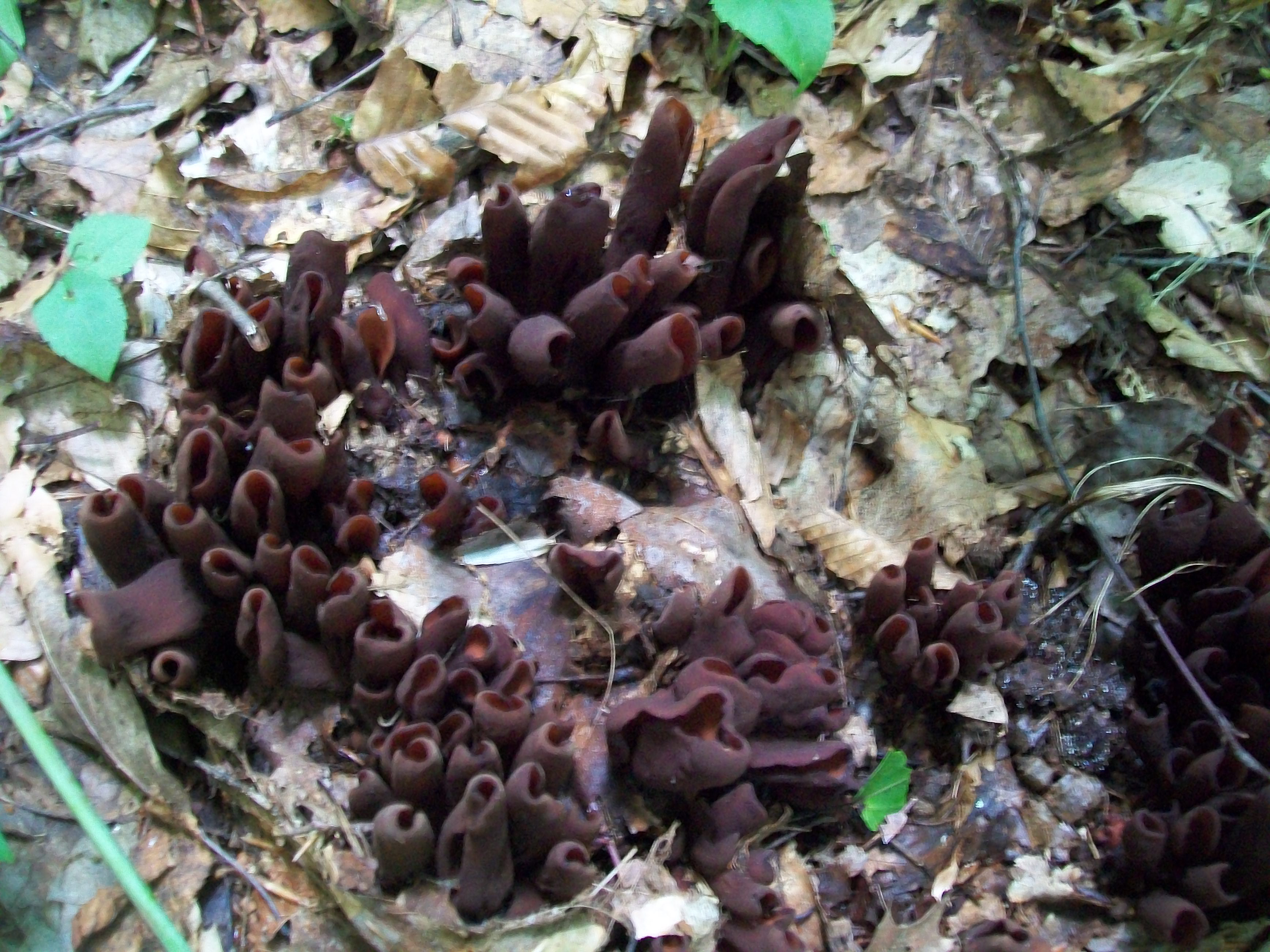
Ascomas jovens em Virgínia Ocidental, Estados Unidos

Os ascomas (tecnicamente chamados de apotécios) são eretos, em forma de colher ou orelha, podendo alcançar até 13 cm de altura por 6 cm de largura, com as bordas geralmente curvadas para dentro. A superfície externa é marrom-escura com tons arroxeados, enquanto a superfície interna — o himênio, onde os esporos são produzidos — varia de laranja-rosado a vermelho-arroxeado opaco ou marrom quando madura. A superfície externa pode desenvolver rugas na maturidade. Os apotécios, que aparecem isoladamente ou em grupos de até cerca de 25, surgem de um pequeno estipe. O estipe varia em comprimento, é sólido, escuro por fora e branco por dentro. Os estipes originam-se de um esclerócio, uma massa compacta de micélio endurecido. O esclerócio tem consistência quase gelatinosa, com lobos de formato irregular e câmaras internas, podendo atingir um diâmetro de 4 a 6 cm. Acredita-se que o esclerócio forneça umidade e nutrientes, ou atue como uma estrutura resistente para sustentar o fungo em períodos de estresse. A W. macrotis é a única outra espécie do gênero que também possui esclerócio.
Os grupos de ascomas estão conectados por grandes massas subterrâneas de micélios compactados, conhecidas como esclerócios. Micélio de Armillaria é comumente encontrado no tecido subterrâneo, embora não esteja claro se há uma relação parasitária.
A Wynnea americana não tem odor perceptível, e seu sabor é desconhecido. É considerada não comestível devido à sua textura dura.

### Características microscópicas

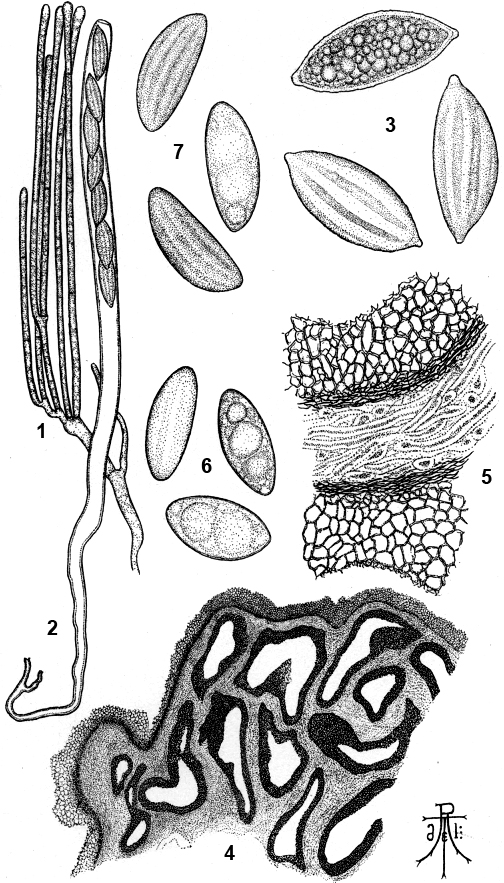
Características microscópicas de W. americana. As figuras 3, 6 e 7 mostram os esporos de: (3) W. americana, (6) W. macrotis e (7) W. gigantea.

Em muitos fungos em forma de taça, a análise microscópica da anatomia e estrutura do apotécio é essencial para a identificação precisa da espécie ou para diferenciar espécies relacionadas com aparência externa semelhante. Em W. americana, o excípulo ectal (a camada externa de tecido que compõe os apotécios) tem 125 μm de espessura e é formado por células escuras, angulares a aproximadamente esféricas, com 40–70 μm de diâmetro. Essas células angulares formam verrugas piramidais na superfície externa. O excípulo medular (a camada interna carnosa sob o excípulo ectal) é quase gelatinoso, composto por hifas entrelaçadas de 10 μm de diâmetro.
Vários componentes estruturais estão envolvidos na liberação de esporos em W. americana, como o asco, o opérculo e o subopérculo. Os ascos, células que produzem esporos, medem 330–400 μm de comprimento por 16–20 μm de largura. O asco possui um anel apical espessado, coberto por um opérculo articulado, uma tampa que se abre para liberar os esporos. A presença do anel apical sob o opérculo e a abertura inclinada resultante caracterizam a condição "suboperculada", compartilhada com Cookeina tricholoma e Phillipsia domingensis, também da família Sarcoscyphaceae.
Os esporos são em forma de barco (escifoides), com dimensões de 35–38 por 12–14 μm. Eles possuem sulcos longitudinais proeminentes e, quando maduros, terminam em uma ponta curta e aguda. Geralmente contêm várias gotículas de óleo. As paráfises (células estéreis entre os ascos) têm 8–9 μm de comprimento e possuem septos internos. A estrutura dos septos foi investigada por microscopia eletrônica de transmissão, revelando que W. americana tem um poro único bloqueado por uma "matriz em forma de leque" — uma região densa em elétrons com um anel em forma de toro de tecido translúcido enrolado ao redor. Esse tampão de poro é semelhante aos encontrados nas espécies de Sarcoscyphaceae Sarcoscypha occidentalis e Phillipsia domingensis.

### Espécies semelhantes
A espécie relacionada Wynnea sparassoides tem um ascoma que lembra uma couve-flor marrom-amarelada sobre um estipe longo e marrom. Comparada a W. americana, W. gigantea possui apotécios menores, mais arredondados nas extremidades, mais numerosos em um único espécime e de cor mais clara. Donald H. Pfister, em sua monografia de 1979 sobre o gênero Wynnea, sugere que a aparência pustulosa da superfície externa distingue claramente W. americana das outras espécies do gênero.
Também pode se assemelhar a Otidea smithii, de cor marrom-arroxeada e relativamente robusta, e a Mitodis lingua, cuja parte interna é mais escura que a externa; mas nenhuma dessas espécies está conectada a tecidos densos subterrâneos.

## Distribuição e habitat
Na América do Norte, a W. americana foi coletada em vários locais, incluindo Tennessee, Nova York, Virgínia Ocidental, Carolina do Norte, Ohio e Pensilvânia. Também foi registrada no México, Costa Rica, Índia, e Japão.
Os ascomas crescem solitários ou em grupos no solo de florestas decíduas, preferindo solos úmidos e ricos em matéria orgânica. Tanto na Ásia quanto na América do Norte, os ascomas são mais frequentemente produzidos em agosto e setembro. A única coleta na América Central, na Costa Rica, foi feita no início de novembro.